# Stilton
Stilton sir (Velika Britanija), dobio je naziv po istoimenom naselju u srednjoj Engleskoj udaljenom 130 km od Londona koje je nekad bilo poznato po cesti "Great north road" koja je prolazila kroz njega, a koja je spajala London i Škotsku. 
U 18. stoljeća tu je postajala krčma "Bell inn" u kojoj su putnicima servirali kruh s kremastim pljesnivim kravljim sirom, dok su se mijenjali konji koji su vukli kočije. Mnogim putnicima se taj sir dopao, te su ga ponijeli sa sobom. Otuda i njegovo karakteristično pakiranje u keramičkim posudama. Sir se proizvodio već davno pred postojanjem "Bell inn", u okolnim grofovijama i bio je poznat pod nazivom Leicester cream chees. Danas je sir glavna turistička atrakcija, tako da danas postoje i utrke u kotrljanju sira.
Stilton se proizvodi u obliku visokih cilindara, a prodaje se često u prigodnom pakiranju, u keramičkim posudama. Zbog svoje originalnosti i ekskluzivnosti često ga kupuju u Engleskoj za poklon, naročito za Božić. Originalni Stilton se proizvodi samo u grofovijama Leicestershire, Nottinghamshire i Derbyshire, što je zajamčeno odlukom EU koja je odredila uvjete za njegovu proizvodnju. Za dobivanje 1 kilograma sira koristi se 8 litara mlijeka. Plijesan Penicillinum Roquefort djeluje smjerom iznutra prema površini, čime se na površini nastaje specifična kora. Prema duljini zrenja mijenja se miris sira. Zreli oko sebe šire miris sličan kruški. U prosjeku sirevi sadrži oko 48% suhe tvari. Zbog svega toga se razlikuje boja nutarnje plijesni i kvaliteta kore od sirane do sirane. Rade se u dvije verzije: ili ravnomjerno plavo-mramorni (s plavkastim ili smećkastim žilicama u krem bijelom tijelu) ili s tamnosmeđim žilicama u veoma bijelom tijelu.
Prema staroj engleskoj tradiciji servira se kao desert uz Porto i konzumira žličicom. Neki gurmani imaju naviku Stilton ispuniti Portom, Sherry ili Madeira vinom i tako napunjenog ga ostavljaju odležati još jedan mjesec. Stilton se za razliku od drugih pljesnivih sireva smije smrznuti. No naglo odmrzavanje nije preporučljivo jer bi se time mogle izgubiti njegove osobine, te ga je zato najbolje odmrznuti u hladnjaku. Konzumira se uz "krekere" ili Engleske štrudle, ali ga još češće koriste kao sastojak brojnim jelima.